# لومانا الجديدة
لومانا الجديدة إحدى قرى مركز المحلة الكبرى التابع لمحافظة الغربية بجمهورية مصر العربية.

## التعليم
تصل نسبة الأمية في القرية إلى 58.45% بين من تجاوزوا العاشرة من عمرهم، بينما تصل نسبة من حصلوا على تعليم جامعي إلى 1.65% من جملة السكان.

## السكان
بلغ عدد سكان لومانا الجديدة 5784 نسمة حسب تقدير عام 2018.
| السنة  | 1996 | 2006  | 2018 |
| ------ | ---- | ----- | ---- |
| القرية | 3189 | 3,729 | 5784 |